# Ursinho
Pour plus de détails, voir Fiche technique et Distribution.
Ursinho est un court métrage français réalisé par Stéphane Olijnyk et sorti en 2018. Le film a été tourné en avril 2017 à Rio de Janeiro.

## Synopsis
Au Point 202, un sauna comme tant d'autres à Rio de Janeiro, se joue tous les jours la même scène. De jeunes hommes, vêtus d’une simple serviette, sollicitent le regard d'hommes plus âgés grâce à un corps avantageux et charmeur. 
Nounours, un mulâtre plutôt introverti, aime se rendre dans ce lieu presque fantasmatique bien qu'il n'ait pas encore l'âge d'être un de ces clients. Il n'a que trente ans mais un surpoids important, qu'il traîne comme un fardeau. Parfois il touche, parfois il caresse. La plupart du temps, il se contente d'effleurer avec ses yeux des éphèbes hautains.
Les taxi boys savent qu'il ne vient pas pour consommer. Alors ils l'évitent souvent avec indifférence. Les ménages qu'il fait dans les quartiers aisés de Copacabana ne lui permettent pas de s'offrir les services de ces taxi boys au corps chaud et appétissant.
Habitant dans une favela de Rio, il a déjà du mal à joindre les deux bouts pour subvenir aux besoins de son quotidien et de celui de son père handicapé avec lequel il vit. Une rencontre va changer le cours de son quotidien.
Alors qu'il procède au nettoyage du vaste appartement d'un vieil homme, il découvre un jeune homme endormi à la peau d'albâtre. Cette vision ne le quitte plus et le suit jusqu'au point 202 où il pense le voir au milieu d'autres taxi boys.
Commence alors pour lui une quête qui va le conduire à se compromettre et à bouleverser à jamais son quotidien.

## Fiche technique
- Titre : Ursinho
- Autre titre : Nounours (Traduction française)
- Réalisation : Stéphane Olijnyk
- Scénario : Stéphane Olijnyk
- Producteur délégué : Jean-Fabrice Janaudy Lucie Duchêne Julien Gittinger
- Société de production : FURY et Magnetic films
- Musique : Laurent Saïet
- Photographie : João Padua
- Son : Rodrigo Sacic
- Costumes : Domingos de Alcantâra
- Montage : Florence Ricard
- Pays :  France
- Genre : Drame
- Durée : 44 minutes 34
- Format : Couleur
- Visa délivré : 
  -  France : 02/01/2018

## Distribution
- Digão Ribeiro : Ursinho
- Rafeal Braga : le jeune homme
- Luiz Furlanetto : le vieil homme
- Wilson Rabelo : le père

## Distinctions
- Sélection en compétition nationale au Festival international du court métrage de Clermont-Ferrand - 2018[1]
- Prix du meilleur film, meilleur réalisateur, meilleur scénario et meilleur acteur à Digo – Festival Internacional Da Diversidade Sexual E De Gênero De Goiás - 2018[2]
- Prix du meilleur moyen / long LGBT au festival Renaissance de Amsterdam - 2018 [3]